# Stegophorus macronectes
Stegophorus macronectes is een rondwormensoort uit de familie van de Acuariidae. De wetenschappelijke naam van de soort is voor het eerst geldig gepubliceerd in 1942 door Johnston & Mawson.